# Lukas Schubert (Fußballspieler)
Lukas Schubert (* 25. Juni 1989 in Salzburg) ist ein ehemaliger österreichischer Fußballspieler auf der Position eines Mittelfeldspielers.

## Karriere
Lukas Schubert begann seine Karriere im Nachwuchs des 1. Salzburger SK 1919 und kam nach zwei eher kurzen Gastspielen beim ASV Taxham und ASK Salzburg 2002 zum SV Austria Salzburg. Bei den Salzburgern spielte er zumeist in den BNZ-Mannschaften und blieb auch nach der Übernahme von Red Bull im Verein. Im Jänner 2008 holte ihn Heimo Pfeifenberger zum SV Grödig, mit denen er auch den Aufstieg in die Erste Liga schaffte. Am 11. Juli 2008 gab er im Heimspiel gegen den SC Austria Lustenau sein Zweitliga-Debüt und konnte dabei im rechten Mittelfeld wie auch nach Ausschluss von Milan Rasinger in der Viererkette der Grödiger überzeugen. Am Ende der Saison musste er wieder gemeinsam mit der Mannschaft den Abstieg in die Drittklassigkeit hinnehmen, was aber mit dem sofortigen Wiederaufstieg im Jahr 2010 vergessen gemacht wurde. In der Saison 2010/11 konnte er am 18. Spieltag im Spiel gegen den TSV Hartberg sein erstes Erstligator erzielen. In der 2012/13 wurde er mit den Grödigern Meister der Ersten Liga und stieg mit ihnen in die Bundesliga auf. Nach fünf Einsätzen in der Herbstsaison konnte er keine weiteren Spiele mehr bestreiten. Der Grund war eine Herzmuskelentzündung, die vorerst jede weitere leistungssportliche Aktivität unmöglich machten. Nach 21 Monaten Fußballpause kehrte Schubert im Juli 2015 wieder in den Fußballsport zurück und absolvierte dabei eine Halbzeit bei einem Spiel der Grödig Amateure gegen den UVB Vöcklamarkt.
Nachdem er in der Winterpause 2015/16 wieder in den Profikader aufgerückt war, unterschrieb er im Mai 2016 einen Vertrag in Nordirland bei Derry City. Die Saison der irischen Liga endete Ende Oktober 2017. Mitte März 2018 unterschrieb Schubert einen Vertrag beim viertklassischen amerikanischen Verein Napa Valley 1839 FC.
Mitte Juli 2018 kehrte er zum FC Grödig zurück. Anfang Juli 2020 wechselte er weiter zum Regionalliga FC Pinzgau Saalfelden. Mitte Dezember 2020 wurde der Vertrag auf Bitten des Spielers aufgelöst. Nachdem Schubert von Mitte 2021 bis Anfang 2023 seine Karriere pausiert hatte, unterschrieb er Anfang Februar einen Vertrag beim österreichischen ASV Taxham. Dort verblieb Schubert aber nur ein halbes Jahr, wonach er am 1. Juni in die 2. Landesliga Nord zum USV Koppl wechselte.

## Trainer
Anfang 2021 übernahm Schubert, der in Besitz der UEFA-B-Trainerlizenz ist, die Aufgabe als Co-Trainer der U 13-Jugend von Red Bull Salzburg. Da er daneben auch noch berufstätig ist, musste er den Zeitaufwand für sein eigenes aktives Training reduzieren und unterschrieb im Februar 2021 einen Vertrag bei Landesligisten UFC Siezenheim.

## Erfolge
- 2× Meister Regionalliga West: 2007/08, 2009/10
- 1× Meister der Heute für Morgen Erste Liga 2012/13